# 1358
| 1358               |
| ------------------ |
| Dødsfald - Fødsler |
|                    |

| Gregoriansk kalender | 1358 MCCCLVIII          |
| Ab urbe condita      | 2111                    |
| Armensk kalender     | 807 ԹՎ ՊԷ               |
| Kinesiske kalender   | 4054 – 4055 丁酉 – 戊戌 |
| Etiopisk kalender    | 1350 – 1351             |
| Jødisk kalender      | 5118 – 5119             |
| Hindukalendere       |                         |
| - Vikram Samvat      | 1413 – 1414             |
| - Shaka Samvat       | 1280 – 1281             |
| - Kali Yuga          | 4459 – 4460             |
| Iransk kalender      | 736 – 737               |
| Islamisk kalender    | 759 – 760               |

Konge i Danmark: Valdemar 4. Atterdag 1340-1375
Se også 1358 (tal)

## Dødsfald
- Niels Bugge, jysk stormand og oprørsleder (født o. 1300)
- Étienne Marcel, fransk politiker og oprørsleder (født o. 1316)